# Mateo Lisica
Mateo Lisica, né le 9 juillet 2003 à Pula en Croatie, est un footballeur croate qui évolue au poste d'ailier droit au NK Istra 1961.

## Biographie

### Carrière en club
Né à Pula en Croatie, Mateo Lisica est formé par le club local de l'Istra 1961, qu'il rejoint en 2012.
Il joue son premier match lors d'une rencontre de première division croate contre le NK Slaven Belupo, le 30 juin 2020. Il entre en jeu en cours de partie, et son équipe s'incline par trois buts à zéro. Il n'a alors que 16 ans, et il est le plus jeune joueur à évoluer dans l'élite du football croate cette saison-là.
Le 21 octobre 2020, Lisica signe son premier contrat professionnel, d'une durée de trois ans.
Le 2 octobre 2021, Mateo Lisica inscrit son premier but en professionnel lors d'une rencontre de championnat contre le HNK Rijeka. Il marque seulement quatre minutes après son entrée en jeu, mais son équipe ne parvient pas à l'emporter et s'incline à domicile dans un match prolifique en buts (3-6 score final),.

### En sélection
Mateo Lisica commence représente l'équipe de Croatie des moins de 18 ans, jouant deux matchs en juin 2021.
Lisica joue son premier match avec l'équipe de Croatie espoirs le 12 septembre 2023, face aux îles Féroé. Il est titularisé et son équipe s'impose par quatre buts à deux.